# Jurij Smolakow
Jurij Timofiejewicz Smolakow (ros. Юрий Тимофеевич Смоляков, ur. 20 września 1941 w Woroneżu) – radziecki szpadzista, wicemistrz olimpijski i wicemistrz świata.
Na igrzyskach olimpijskich w Tokio w 1964 roku zajął siódme miejsce w zawodach drużynowych. Na rozgrywanych cztery lata później igrzyskach olimpijskich w Meksyku reprezentacja ZSRR w składzie: Wiktor Modzolewski, Hryhorij Kriss, Josyp Witebśkyj, Aleksiej Nikanczikow i Jurij Smolakow zdobyła srebrny medal. W obu przypadkach w turniejach indywidualnych nie startował.
Podczas mistrzostw świata w Moskwie w 1966 roku wspólnie z Władimirem Godżyjewem, Guramem Kostawą, Grigorijem Krissem i Aleksiejem Nikanczikowem zdobył srebrny medal w zawodach drużynowych.
W latach 1963 i 1966 zdobywał indywidualne mistrzostwo ZSRR. Po zakończeniu kariery pracował jako wykładowca, w latach 2012-2015 był profesorem nadzwyczajnym Katedry Kultury Fizycznej Białoruskiego Narodowego Uniwersytetu Technicznego.